# Puchar Ekstraklasy 2008/2009 /Grupa D
PUCHAR EKSTRAKLASY 2008/2009
GRUPA D -

## Tabela
| Drużyna               | Pkt | M | Z | R | P | Br+ | Br- | +/- |
| --------------------- | --- | - | - | - | - | --- | --- | --- |
| Legia Warszawa        | 13  | 6 | 4 | 1 | 1 | 13  | 7   | +6  |
| Polonia Warszawa      | 11  | 6 | 3 | 2 | 1 | 7   | 6   | +1  |
| Jagiellonia Białystok | 8   | 6 | 2 | 2 | 2 | 10  | 8   | +2  |
| ŁKS Łódź              | 1   | 6 | 0 | 1 | 5 | 6   | 15  | -9  |

## Wyniki
| 2 września 2008 18:00 | ŁKS Łódź · Drumlak 90' | 1 - 40-2 | Jagiellonia Białystok · Zawistowski 19' (pen.) · Michał Fidziukiewicz 30' 52' · Thiago Cionek 63' | Stadion ŁKS-u, Łódź Sędzia: Radosław Trochimiuk (Ciechanów) |
|                       |                        |          |                                                                                                   |                                                             |

| 2 września 2008 20:30 | Polonia Warszawa | 3 - 0w/o | Legia Warszawa | Stadion Polonii, Warszawa Sędzia: Piotr Pielak (Warszawa) |
|                       |                  |          |                |                                                           |

| 5 września 2008 19:00 | Legia Warszawa · Wawrzyniak 13' · Chinyama 16' · Vuković 42' | 3 - 03-0 | ŁKS Łódź | Stadion Legii, Warszawa Sędzia: Mirosław Górecki (Katowice) |
|                       |                                                              |          |          |                                                             |

| 7 września 2008 17.00 | Jagiellonia Białystok · Zawistowski 44' | 1 - 11-1 | Polonia Warszawa · Gajtkowski 31' (pen.) | Stadion Miejski w Białymstoku Sędzia: Erwin Paterek (Lublin) |
|                       |                                         |          |                                          |                                                              |

| 7 października 2008 20.30 | Polonia Warszawa · Kosmalski 63' | 1 - 00-0 | ŁKS Łódź | Stadion Polonii, Warszawa Sędzia: Grzegorz Stęchły (Jarosław) |
|                           |                                  |          |          |                                                               |

| 10 października 2008 20.30 | Jagiellonia Białystok · Szczot 34' | 1 - 11-0 | Legia Warszawa · B. Grzelak 63' | Stadion Miejski w Białymstoku Sędzia: Dawid Piasecki (Słupsk) |
|                            |                                    |          |                                 |                                                               |

| 13 października 2008 18.00 | Jagiellonia Białystok · Marcin Pacan 25' (pen.) · Tumicz 37' · Kajošević 39' | 3 - 23-1 | ŁKS Łódź · Kamil Bartosiewicz 15' · Mordzakowski 67' | Stadion Miejski w Białymstoku Sędzia: Szymon Marciniak (Płock) |
|                            |                                                                              |          |                                                      |                                                                |

| 14 października 2008 20.30 | Legia Warszawa · Rocki 5' · Smoliński 56' · Arruabarrena 74' · Astiz 89' | 4 - 01-0 | Polonia Warszawa | Stadion Legii, Warszawa Sędzia: Jacek Granat (Warszawa) |
|                            |                                                                          |          |                  |                                                         |

| 18 listopada 2008 19.00 | ŁKS Łódź · Stachowiak 2' · Drumlak 10' | 2 - 32-1 | Legia Warszawa · Kiełbowicz 21' · Arruabarrena 60' · Radović 90' (pen.) | Stadion ŁKS-u, Łódź Sędzia: Zdzisław Bakaluk (Olsztyn) |
|                         |                                        |          |                                                                         |                                                        |

| 19 listopada 2008 16.45 | Polonia Warszawa · Gajtkowski 63' | 1 - 00-0 | Jagiellonia Białystok | Stadion Polonii, Warszawa Sędzia: Jacek Walczyński (Lublin) |
|                         |                                   |          |                       |                                                             |

| 25 listopada 2008 17.30 | Legia Warszawa · Kiełbowicz 4' (pen.) · Giza 90' | 2 - 11-0 | Jagiellonia Białystok · Marcin Pacan 71' (pen.) | Stadion Legii, Warszawa Sędzia: Górecki (Katowice) |
|                         |                                                  |          |                                                 |                                                    |

| 25 listopada 2008 17.30 | ŁKS Łódź · Świątek 45' | 1 - 11-0 | Polonia Warszawa · Kępa 72' | Stadion ŁKS-u, Łódź Sędzia: Tomasz Cwalina (Gdańsk) |
|                         |                        |          |                             |                                                     |